# كارسون غرانت
كارسون غرانت (بالإنجليزية: Carson Grant)‏ هو ممثل أمريكي، ولد في 17 ديسمبر 1950 في الولايات المتحدة.

## وصلات خارجية
- كارسون غرانت على موقع IMDb (الإنجليزية)
- كارسون غرانت على موقع قاعدة بيانات الفيلم (الإنجليزية)